# Avontuurtoerisme
Avontuurtoerisme is een soort van toerisme waarbij mensen naar afgelegen, exotische of zelfs gevaarlijke plaatsen reizen. Avontuurtoerisme groeit zeer snel in populariteit aangezien veel toeristen naar ongebruikelijke vakanties streven, verschillend van de typische strandvakantie.
Vaak wordt er aan mountainbiken, raften of andere spannende sporten gedaan.

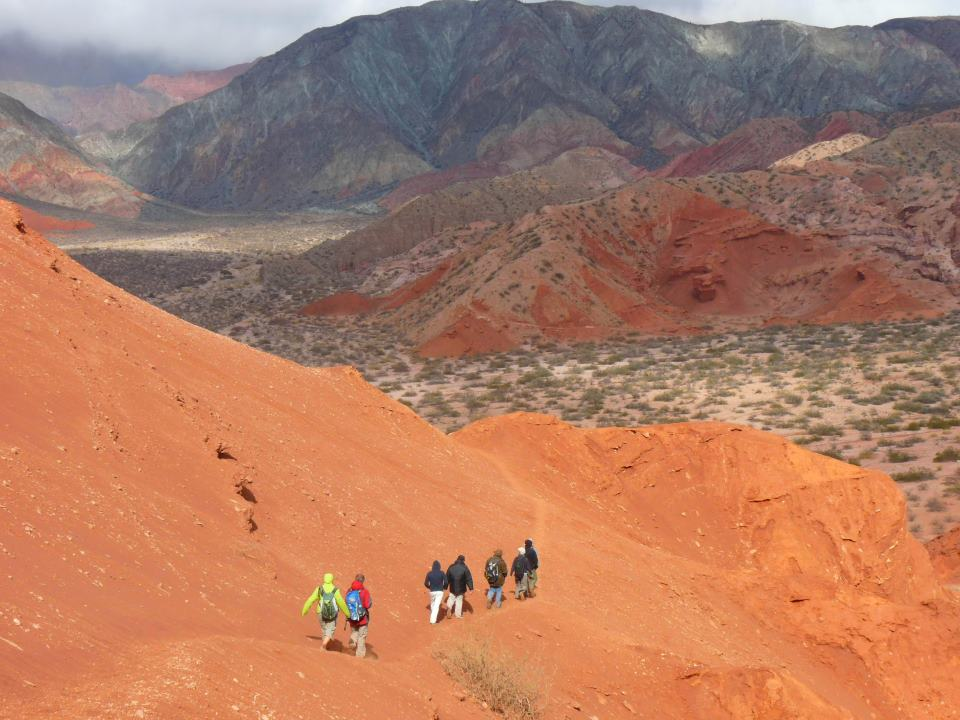
Wandelen
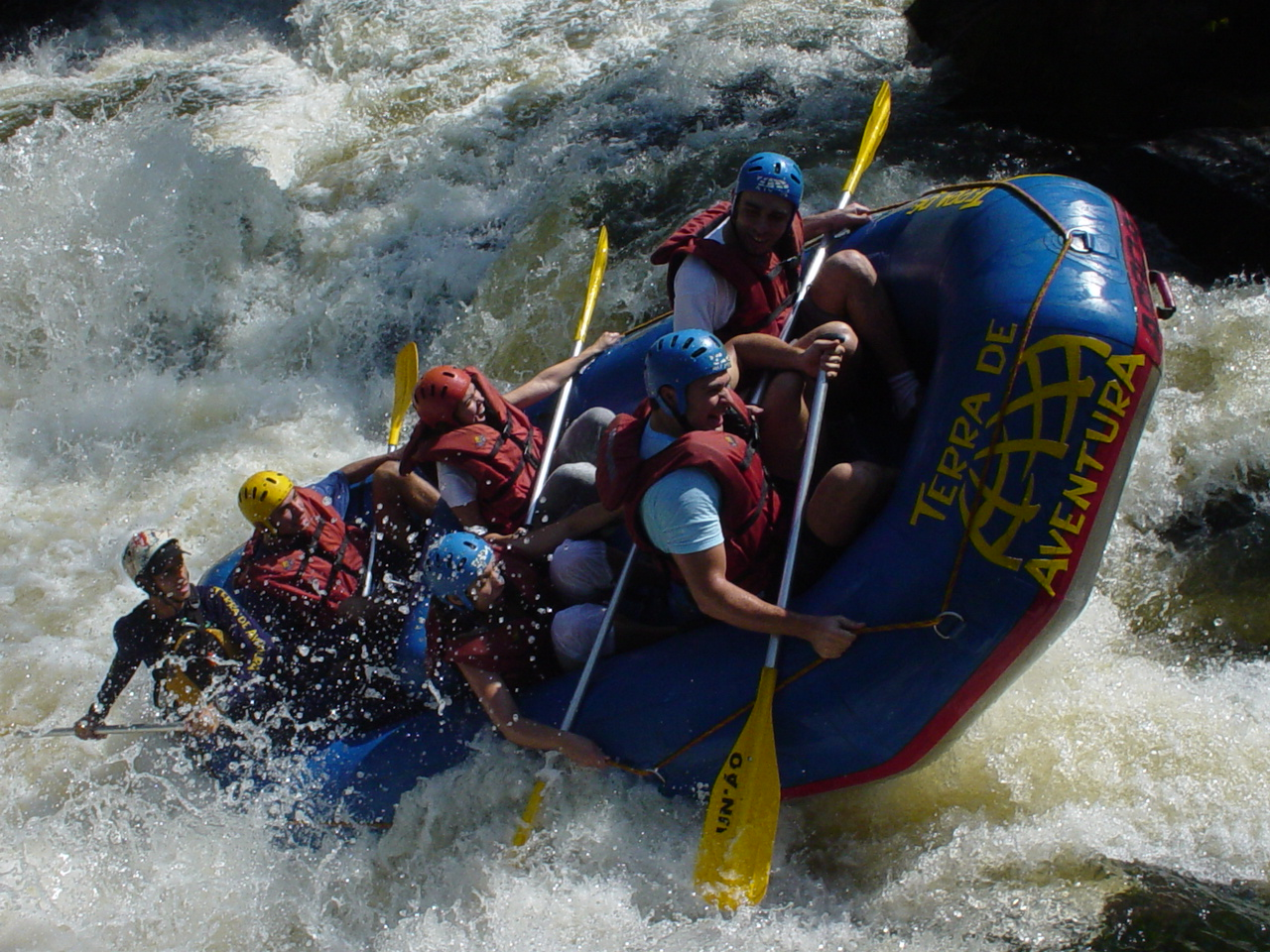
Rafting
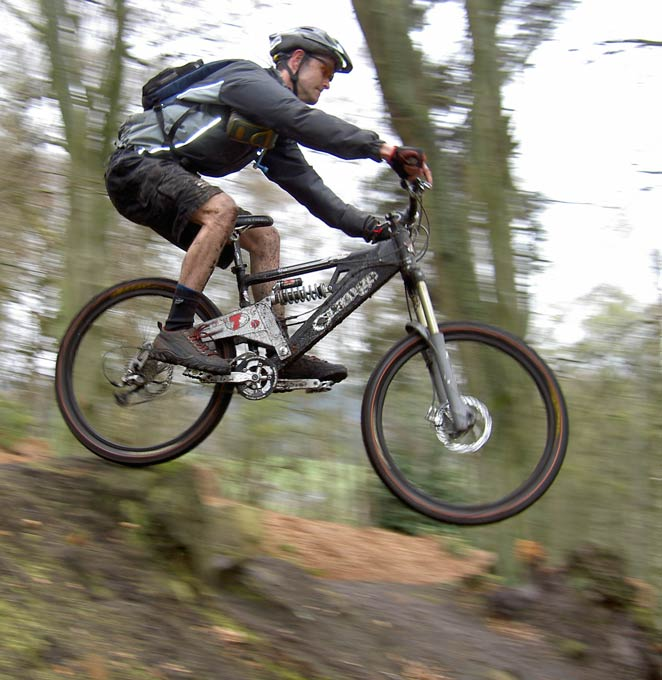
Mountainbiken